# Stefan Nerezov
Stefan Mihajlov Nerezov (Sevlievo, 12. studenog 1867. – Sofija, 16. travnja 1925.) je bio bugarski general i vojni zapovjednik. Tijekom Prvog svjetskog rata zapovijedao je 3. i 1. armijom na Balkanskom i Solunskom bojištu, dok je nakon rata obnašao dužnost načelnika Glavnog stožera.

## Vojna karijera
Stefan Nerezov je rođen 12. studenog 1867. u Sevlievu. Sin je Mihajla Nerezova. Osnovnu školu pohađao je u rodnom Sevlievu, nakon čega srednju školu pohađa u Gabrovu. Tijekom Srpsko-bugarskog rata u studenom 1885. kao dragovoljac se bori u Učeničkoj legiji. Nakon završetka rata služi u 12. pješačkoj pukovniji, da bi 1887. bio primljen u Vojno učilište u Sofiji. Po završetku istog, od 1888. služi u 4. topničkoj pukovniji, gdje služi iduće četiri godine, do 1892., kada je upućen na školovanje u Vojnu akademiju u Torinu. U međuvremenu je, u siječnju 1891., unaprijeđen u čin poručnika. Na školovanju u Torinu nalazi se četiri godine, da bi nakon diplomiranja i povratka u Bugarsku, od rujna 1896. ponovno služio u 4. topničkoj pukovniji i to na mjestu mlađeg pobočnika. Od siječnja 1897. nalazi se na službi u Glavnom stožeru, te tijekom te godine boravi u Italiji kao član bugarske vojne promatračke misije. U kolovozu te iste godine promaknut je u čin satnika, da bi od siječnja 1898. obnašao dužnost mlađeg pobočnika u 3. pješačkoj diviziji. Navedenu dužnost obnaša do svibnja 1899. kada postaje pobočnikom u 2. brigadi 6. pješačke divizije. Od veljače 1900. nalazi se na službi u Vojnom učilištu u Sofiji i to na mjestu inspektora klasa, nakon čega od ožujka 1902. zapovijeda satnijom u 14. pješačkoj pukovniji. 
U siječnju 1903. promaknut je u čin bojnika, te premješten na službu u vojni kabinet princa Ferdinanda. Od 1905. zapovijeda satnijom u 1. pješačkom pukovnijom, te istodobno jedinicima koje su osiguravale dvor. Tijekom te službe, u prosincu 1906., promaknut je u čin potpukovnika. U lipnju 1909. postaje zapovjednikom 8. pješačke pukovnije, nakon čega od siječnja 1911. obnaša dužnost načelnika operativnog odjela Glavnog stožera. Istodobno s tim imenovanjem unaprijeđen je u čin pukovnika. Tijekom Balkanskih ratova, uz dužnost načelnika operativnog odjela, obnaša i dužnost zamjenika načelnika Glavnog stožera. U ožujku 1914. imenovan je zapovjednikom 2. brigade u 9. plevenskoj pješačkoj diviziji, da bi sljedeće, 1915. godine, postao i zapovjednikom predmetne divizije. U kolovozu te iste godine promaknut je u čin general bojnika.

## Prvi svjetski rat
Deveta plevenska pješačka divizija kojom je zapovijedao Nerezov nalazila se u sastavu 1. armije kojom je zapovijedao Kliment Bojadžijev. Zapovijedajući 9. plevenskom pješačkom divizijom sudjeluje u prodoru dolinom Timoka i Morave i zauzimanja Niša u Moravskoj ofenzivi. Potom sudjeluje u pokušaju okruženja srpske vojske u Kosovskoj ofenzivi. Nakon zauzimanja Srbije i formiranja Solunskog bojišta 9. plevenska divizija ulazi u sastav njemačke 11. armije.
U studenom 1916. Nerezov je imenovan zapovjednikom 3. armije zamijenivši na tom mjestu Stefana Toševa. Navedena armija nalazila se na Rumunjskom bojištu u Dobrudži, a istom je zapovijedao do srpnja 1917., nakon čega je u prosincu te iste godine imenovan načelnikom Moravske vojno-inspekcijske oblasti. U svibnju 1918. član je bugarske delegacije u pregovorima s Rumunjskom koji su rezultirali Bukureštanskim mirovnim sporazumom. Nakon bugarskog poraza u Bitci kod Skra-di-Legena, u srpnju te iste godine postaje zapovjednikom 1. armije zamijenivši na tom mjestu Dimitara Gešova. Odmah po navedenom imenovanju, u kolovozu je promaknut u čin general poručnika. Za razliku od ostalih bugarskih jedinica koje su napadnute u Vardarskoj ofenzivi, Nerezova 1. armija je u Bitci kod Dorjanskog jezera uspješno odbila britansko-grčki napad. Nerezov je nakon odbijanja napada počeo pripremati i protunapad, ali je zbog proboja bojišta kod Dobrog Polja bio prisiljen na povlačenje kako bi izbjegao okruženje svoje armije.

## Poslije rata
Nakon završetka rata, Nerezov od listopada 1918. obnaša dužnost vojnog zapovjednika Sofije i zapovjednika 1. vojno-inspekcijske oblasti. U prosincu imenovan je glavnim inspektorom pješaštva, da bi u studenom iduće, 1919. godine, bio imenovan načelnikom Glavnog stožera. Dužnost načelnika Glavnog stožera obnašao je do rujna 1920. kada je umirovljen. Istodobno s umirovljenjem promaknut je u čin generala pješaštva, najviši vojni čin u bugarskoj vojsci. Nakon umirovljenja obnaša dužnost predsjednika Saveza umirovljenih časnika.
Stefan Nerezov poginuo je 16. travnja 1925. u Sofiji u atentatu u crkvi Svete Nedjelje kojeg su tijekom pogreba generala Konstantina Georgiieva organizirali pripadnici Bugarske komunističke partije.

## Vanjske poveznice
(bug.) Stefan Nerezov na stranici Boinaslava.net

(bug.) Stefan Nerezov na stranici Focus-news.net

(češ.) Stefan Nerezov na stranici Valka.cz

(rus.) Stefan Nerezov na stranici Hrono.ru